# Pietro Alessandro Guglielmi
Pietro Alessandro Guglielmi (Massa, Ducado de Massa y Carrara, 9 de diciembre de 1728 – Roma, Estados Pontificios, 18 de noviembre de 1804) fue un compositor italiano, miembro de la escuela napolitana, que desarrolló su obra en la segunda mitad del siglo XVIII, perteneciendo por lo tanto al periodo clásico de la historia de la música.

## Biografía

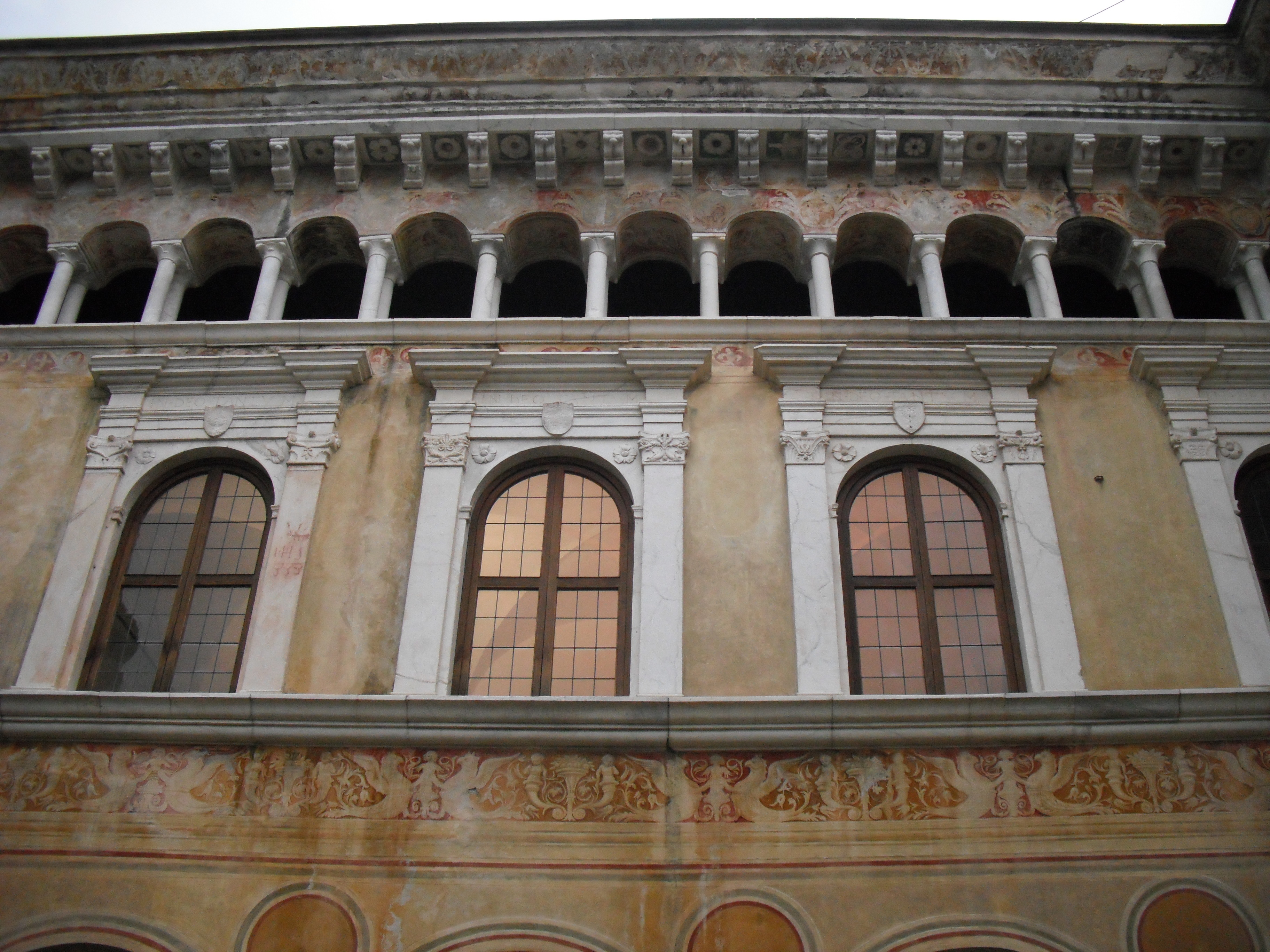
Logia del castillo Rocca Malaspina (Massa, Toscana, Italia).

Los Guglielmi fueron una familia de músicos establecidos en Massa desde el siglo XVI hasta el XIX. Pietro Alessandro recibió sus primeros conocimientos musicales de su padre, Jacopo Guglielmi (1690–1740), maestro de capilla de la ciudad, quien familiarizó al muchacho con el fagot y la viola. Posteriormente estudió con su hermano Domenico (1713–1790), futuro maestro de capilla de la catedral de Massa, del que recibió lecciones de teclado. Cuando Pietro Alessandro cumplió 18 años y, gracias al apoyo de Alderano Cybo, duque de Massa, marchó a estudiar al Conservatorio de Santa María de Loreto de Nápoles, bajo la dirección del maestro Francesco Durante.
Probablemente, en 1754 dio por finalizados sus estudios e inició su carrera como compositor de ópera. Su primer trabajo para la escena fue una comedia en dialecto napolitano napolitano titulada Lo solachianello ‘mbroglione, que fue representada en el Teatro de los Florentinos de Nápoles en el invierno de 1757. Dos años después, en 1759, recibió el encargo por parte del Teatro Capranica de Roma, para componer el intermezzo  La rica Locandiera; y por fin, el 8 de enero de 1763, presentó en el Teatro Argentina de Roma, la que puede considerarse su primera ópera seria,  Tito Manlio. Luego marchó a Nápoles donde compuso varios intermezzos y alguna ópera bufa para los teatros de la ciudad.
En los años sucesivos, gracias a los cada vez más numerosos éxitos, se afianza en el norte de Italia, sobre todo en Venecia, y su fama se extiende pronto sobre el resto de la península italiana y Europa. En 1767 viajó a Londres donde presentó, el 27 de octubre en el Teatro Haymarket, el pastiche Tigrane. Durante el mismo periodo, su fama alcanzó el centro de Europa, donde sus obras se representaron en Dresde y Eszterháza.
En 1772 abandonó Londres para regresar a Italia. Durante cuatro años presentó nuevas óperas en Venecia, Roma, Turín y Milán. En otoño de 1776 se dirigió a Nápoles donde estrenó Semiramide riconosciuta, permaneciendo en la ciudad partenopea hasta finales de 1793. Durante estos años, sus obras alcanzaron la capital de los zares, San Petersburgo.
En 1794 se trasladó a Roma, para hacerse cargo de la famosa Cappella Giulia, en donde permaneció hasta su muerte componiendo misas, motetes, etc. El testigo de su maestría y talento fue recogido por Paisiello y Cimarosa.

## Formas musicales
Guglielmi fue un compositor extremadamente prolífico, escribió más de cien óperas, nueve oratorios, motetes, sinfonías, sonatas, un miserere, un réquiem, etc.

### Ópera seria
Guglielmi contribuyó significativamente al desarrollo del género, dando una mayor importancia a los dúos y tríos que, desde 1765, cierran los actos primero y segundo de sus obras; aumentó el contenido musical de los personajes secundarios; desarrolló el protagonismo dramático de la orquesta; a partir de 1760, fue relegando la forma tradicional de aria en forma ternaria (aria da capo), por otra más avanzada en forma binaria; y en fin, armonizó e integró los coros, ballets y recitativos.

### Ópera cómica
En este campo fue donde más brilló el talento compositivo de Guglielmi, respetando los modelos formales de la época, si bien, a partir de 1770, fue abandonando la tradicional estructura de 3 actos, en beneficio de la de dos.

### Música instrumental
A pesar de su copiosísima producción vocal, Guglielmi, como todos su coetáneos, no descuidó la composición de obras instrumentales. Las composiciones del periodo londinense se pueden encuadrar dentro del estilo de la escuela napolitana, al igual que hicieron Giovanni Marco Rutini, Mattia Vento, Cimarosa, Paisiello, etc. Sus obras de teclado se caracterizan por estar divididas en dos movimientos, el primero veloz, y el segundo en forma de minueto o rondó. Sus sonatas de clavicémbalo no brillaron a la altura de otros coetáneos como Vento o Cimarosa, pues suelen ser lentas y carentes de originalidad, todo lo contrario que sus cuartetos para clave, dos violines y violonchelo que sirvieron de modelo para Johann Christian Bach durante el periodo londinense.

## Sus óperas
- Anexo: Óperas de Guglielmi

## Óperas atribuidas
- Le cantatrici villane
- La conte
- La donna bizzarra
- La donna re la fa
- I due baroni
- Il giavatore
- Mario in Numidia
- Morte di Cesare
- Pirro
- La scelta dello sposo (farsa)
- La serva astuta ed amorosa
- Sposo in periglio

## Oratorios, cantatas, serenatass
- La madre de' Maccabei (libreto de Giuseppe Barbieri, 1764, Roma)
- Componimento drammatico per le faustissime nozze de S.E. il cavaliere Luigi Mocenigo colla N.D. Francesca Grimani (libreto de A. M. Borga, 1766, Venecia)
- Telemaco (libreto de Giuseppe Petrosellini, 1775, Roma)
- Cantata per il genetliaco della sovrana e l'inaugurazione delle adunanze di una nuova Società Filarmonica (libreto de G. Jacopetti, 1776, Massa)
- Diana amante (libreto de Luca Serio, basado su Endimiione de Pietro Metastasio, 1781, Nápoles)
- La felicità dell'Anfriso (libreto de Giuseppe Pagliuca, 1783, Nápoles)
- Pallade (libreto de Carlo Giuseppe Lanfranchi-Rossi, 1786, Nápoles)
- Debora e Sisara (libreto de Carlo Sernicola, 1788, Nápoles)
- La Passione di Gesù Cristo (1790, Madrid)
- Aminta (libreto de C. Filomarino, 1790, Nápoles)
- Il serraglio (libreto de A. L. Palli, 1790)
- La morte di Oloferne (basado en La Betulia liberata de Pietro Metastasio, 1791, Roma)
- Gionata Maccabeo (1798, Nápoles)
- Il paradiso perduto, cioè Adamo ed Eva per il loro noto peccato discacciati dal paradiso terrestre (libreto de Rasi, 1802, Roma)
- Cantata sagra (libreto de A. Grandi, 1802, Roma)
- L'Asmida (cantata)
- L'amore occulto (cantata)
- La morte di Abele (oratorio)
- Le lagrime di San Pietro (oratorio)

- Datos: Q2094389
- Multimedia: Pietro Alessandro Guglielmi / Q2094389